# Gerald M. Moser
Gerald M. Moser (* 3. Januar 1915 in Leipzig; † 2. März 2005) war ein deutsch-amerikanischer Lusitanist, Lusoafrikanist und Literaturwissenschaftler. Er war Professor für lusophone (portugiesischsprachige) afrikanische Literaturen an der Pennsylvania State University.

## Leben
Gerald Max Joseph Moser besuchte das Königin-Carola-Gymnasium in Leipzig, machte 1933 Abitur und emigrierte aus dem nationalsozialistischen Deutschland nach Paris, wo er an der Sorbonne Französisch, Latein und Germanistik studierte. Er schloss 1939 mit einem Universitätsdoktorat in Portugiesisch und vergleichender Literaturwissenschaft ab und emigrierte im selben Jahr in die Vereinigten Staaten. Seine dortige Hochschullaufbahn führte ihn zunächst als Instructor an das Bridgewater College (Virginia) (1939–1941), die Cornell University (1943–1944) und die University of Wisconsin-Madison (1944–1945), dann als Assistant Professor an die University of Illinois, Urbana (1945–1949). An der Pennsylvania State University (1949–1978) stieg er schließlich zum Full Professor auf und wurde 1978 emeritiert. Moser war Spezialist für die Literatur der portugiesischsprachigen Länder Afrikas.

## Veröffentlichungen (Auswahl)
- Les Romantiques portugais et l'Allemagne.  Dissertation Paris 1939.
- Essays in Portuguese-African literature. Pennsylvania State University 1969.
- A tentative Portuguese-African bibliography. Portuguese Literature in Africa and African Literature in the Portuguese language. Pennsylvania State University 1970.
- (mit Manuel Ferreira) Bibliografia das literaturas africanas de expressão portuguesa. Lissabon 1983.
  - (mit Manuel Ferreira) A new bibliography of the lusophone literatures of Africa. Nova bibliografia das literaturas africanas de expressão portuguesa. 2. Auflage. Zell, London 1993.
- Changing Africa. The first literary generation of independent Cape Verde. Transactions of the American Philosophical Society, Philadelphia 1992.
- Seven essays on Joseph Priestley. Pennsylvania State College 1994.